# Andrej Tavželj
Andrej Tavželj (* 14. März 1984 in Kranj, SR Slowenien) ist ein slowenischer Eishockeyspieler, der seit 2016 bei der Association des Sports de Glisse d’Angers in der französischen Ligue Magnus unter Vertrag steht.

## Karriere

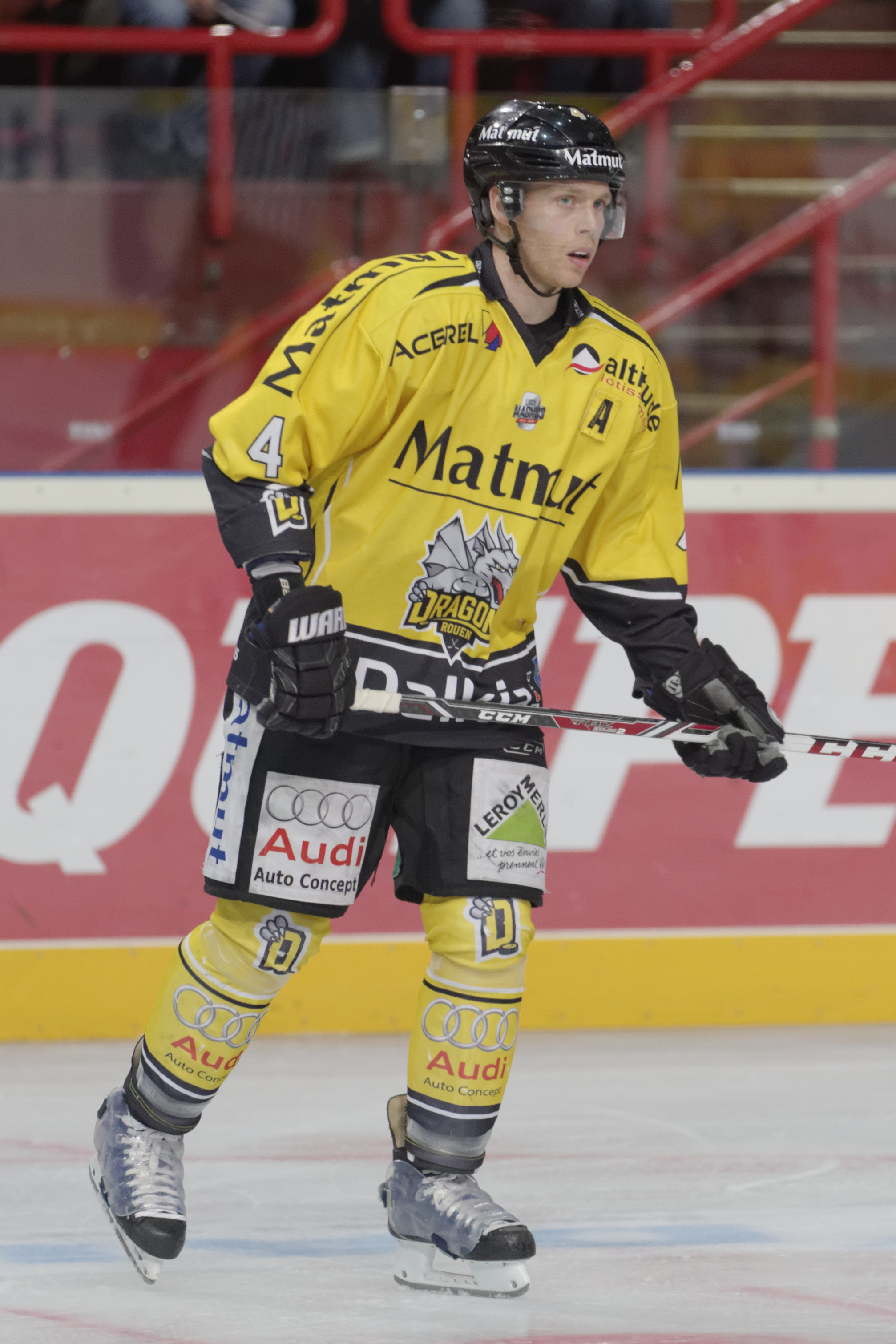
Coupe de la Ligue mit den Dragons de Rouen 2013–2014

Andrej Tavželj begann seine Karriere als Eishockeyspieler beim HK Triglav Kranj, für dessen Profimannschaft er von 2000 bis 2005 in der Slowenischen Eishockeyliga aktiv war. In der Saison 2004/05 bestritt er parallel sechs Partien für den HK Slavija Ljubljana. Von 2005 bis 2010 spielte der Verteidiger für den HDD Olimpija Ljubljana, mit dem er in der Saison 2006/07 Slowenischer Meister wurde. Ab der Saison 2007/08 nahm er mit dem HDD Olimpija an der Österreichischen Eishockey-Liga teil. Die Saison 2009/10 beendete er bei der SG Cortina in der italienischen Serie A1. Die folgende Spielzeit verbrachte er bei deren Ligarivalen SG Pontebba.
Zur Saison 2011/12 wurde Tavželj vom HK Jesenice verpflichtet, bei dem er auf Anhieb Mannschaftskapitän wurde. Für die Slowenen erzielte er in der ÖEHL in 37 Spielen je fünf Tore und fünf Vorlagen. Im Januar 2012 wechselte er für den Rest der Spielzeit zum HK Poprad aus der slowakischen Extraliga. Für die folgende Spielzeit wurde er von den Dragons de Rouen aus der französischen Ligue Magnus verpflichtet. Mit dem Team aus der Normandie konnte er auf Anhieb den französischen Landesmeistertitel sichern. Im selben Jahr gewann er mit seiner Mannschaft auch den französischen Ligapokal, ein Erfolg, den er 2014 wiederholen konnte. Nachdem im zweiten Jahr zwar der Hauptrundensieg in der Ligue Magnus heraussprang, aber im Playoff-Halbfinale das Aus gegen die Association des Sports de Glisse d’Angers kam, wechselte er 2014 zu Toros Neftekamsk in die russische Wysschaja Hockey-Liga, die er mit dem Team aus Baschkortostan 2015 gewinnen konnte. Trotz dieses Erfolges verließ er Russland und kehrte nach Slowenien zurück, wo er wieder für Olimpija Ljubljana zunächst in der österreichischen Liga als Kapitän auf dem Eis stand und nach dem Verpassen der dortigen Playoffserie an den Playoffs der slowenischen Liga teilnahm und damit am 15. nationalen Meistertitel des Klubs beteiligt war. 2016 wechselte er erneut nach Frankreich, wo er nunmehr für die Association des Sports de Glisse d’Angers in der Ligue Magnus spielt.

### International
Für Slowenien nahm Tavželj im Juniorenbereich an der U18-Junioren-Weltmeisterschaft der Division I 2002 sowie der U20-Junioren-Weltmeisterschaft der Division I 2004 teil.
Im Seniorenbereich stand er im Aufgebot seines Landes bei den Weltmeisterschaften der Division I 2009, 2010, 2012 und 2014 sowie in der Top-Division 2008, 2011, 2013 und 2015. Zudem vertrat er seine Farben bei den Qualifikationsturnieren zu den Olympischen Winterspielen 2010 in Vancouver und 2014 in Sotschi sowie den Winterspielen in Sotschi selbst, bei denen die Slowenen einen überraschenden siebten Rang erreichten.

## Erfolge und Auszeichnungen
- 2007 Slowenischer Meister mit dem HDD Olimpija Ljubljana
- 2013 Französischer Meister mit Rouen Hockey Élite 76
- 2013 Gewinn des Coupe de la Ligue mit Rouen Hockey Élite 76
- 2014 Gewinn des Coupe de la Ligue mit Rouen Hockey Élite 76
- 2015 Gewinn der Wysschaja Hockey-Liga mit Toros Neftekamsk
- 2016 Slowenischer Meister mit dem HDD Olimpija Ljubljana

### International
- 2010 Aufstieg in die Top-Division bei der Weltmeisterschaft der Division I, Gruppe B
- 2012 Aufstieg in die Top-Division bei der Weltmeisterschaft der Division I, Gruppe A
- 2014 Aufstieg in die Top-Division bei der Weltmeisterschaft der Division I, Gruppe A

## Statistik
(Stand: Ende der Saison 2015/16)